# 林慶旺
林慶旺（？—？），福建福清人，清朝政治人物。
林慶旺為南明隆武二年丙戌舉人，入清後，又成順治副貢。康熙三十四年（1695年）由福州府學教授調任臺灣府儒學教授。